# 錫爾科 (喬治亞州)
錫爾科（英語：Silco）是位於美國喬治亞州康登縣的一個非建制地區。該地的面積和人口皆未知。

## 地理
錫爾科的座標為30°52′06″N 81°49′51″W / 30.86833°N 81.83083°W，而該地的平均海拔高度為4米（即13英尺）。